# Rosa María Miguélez Ramos
Rosa María Miguélez Ramos (Ferrol, 27 d'agost de 1953) és una política socialista gallega. Llicenciada en filologia romànica, milita al PdSG-PSOE, en el que ha estat membre de la comissió executiva com a secretària de participació ciutadana i moviments socials de 1988 a 1993.
De 1983 a 1987 fou alcaldessa d'Ares (La Corunya) i de 1987 a 1995 tinent d'alcalde. De 1987 a 1989 va ser nomenada Directora General de la Comissió Interdepartamental de la Dona i Cap de Gabinet del Conseller de Treball i Benestar Social de la Xunta de Galícia. Fou escollida diputada a les eleccions al Parlament de Galícia de 1989 i d'aleshores fins a 1993 fou vicepresidenta de la comissió de sanitat del Parlament de Galícia.
DE 1994 a 1999 fou assessora tècnica de la delegació del PSOE al Parlament Europeu, fins que ella mateixa fou escollida diputada a les eleccions al Parlament Europeu de 1999 i 2004. De 1999 a 2009 fou vicepresidenta de la Comissió de Pesca del Parlament Europeu i el 2002-2003 vicepresidenta de la Comissió Temporal sobre el Reforçament de la Seguretat Marítima. Endemés, de 1999 a 2004 fou vicepresidenta primera de la Comissió Temporal MARE per a la catàstrofe del Prestige. En 2014 el seu nom va estar relacionat en la llista de diputats al Parlament Europeu implicats en l'escàndol del fons de pensions europeu.